# Jay R. Smith
Jay R. Smith (Los Angeles, Kalifornia, 1915. augusztus 19. – Las Vegas, Nevada, 2002. október 5.) amerikai gyerekszínész, aki 1925 és 1931 között színészkedett az Our Gang című rövidfilmeket felvonultató sorozatban.

## Élete
Jay R. Smith tíz éves volt mikor gyerekszínészként elkezdett szerepelni az Our Gangs című sorozatban, aminek több mint 30 részében játszott. 1931-ben visszavonult a színészettől, mert elégedetlen volt a filmben elért teljesítményével, és attól tartott, nem lesz sikere a hangosfilmekben. Színészi karrierjének feladása után Hawaii-ra költözött, ahol festék-kereskedés tulajdonosa lett. Smith feleségül vette Mable Florine Case-t, akinek 2002. február 1-én bekövetkezett haláláig házasok maradtak. Miután Smith  az 1990-es évek elején visszavonult a lakossági festéküzletből, nyugdíjas éveire Las Vegasba költözött.

## Halála
2002 októberében jelentették Smith eltűnését a Las Vegas-i rendőrségnek, akik meg is találták a nyugdíjas színész holttestét a sivatagban. Megállapították, hogy Smith gyilkosság áldozata lett, ugyanis október 5-én egy Charles „Wayne” Crombie nevű hajléktalan késsel agyonszúrta. Crombi a tettéért életfogytiglani börtönbüntetést kapott, és a börtönben halt meg 2014. július 17-én.

## Fordítás
- Ez a szócikk részben vagy egészben  a   Jay R. Smith című angol Wikipédia-szócikk fordításán alapul.  Az eredeti cikk szerkesztőit annak laptörténete sorolja fel. Ez a jelzés csupán a megfogalmazás eredetét és a szerzői jogokat jelzi, nem szolgál a cikkben szereplő információk forrásmegjelöléseként.